# بسيطات الأنف
بسيطة الأنف (بالإنجليزية: Haplorhini)‏ أو الرئيسيات جافة الأنف هي رتيبة من الرئيسيات وتشمل :الترسيريات والقرود التي تحوي سعادين العالم القديم والقرود البشرية وسعادين العالم الجديد والبشر.